# Ronnie Quintarelli
Ronnie Quintarelli (Negrar, 9 de agosto de 1979) es un piloto de automovilismo italiano. Con cuatro títulos, es el piloto con más campeonatos de Super GT ganados en la clase principal, la GT500.

## Carrera deportiva
La carrera deportiva de Quintarelli inició a los seis años, cuando su padre le regaló un kart. Tras comenzar a competir en 1990, obtuvo dos segundos puestos en el campeonato mundial Fórmula Super A y un título europeo de Fórmula C. Hizo su debut monoplazas en 2000 cuando ingresó a la Fórmula Renault 2000 Italiana y terminó tercero con Prema Powerteam. También participó en la Eurocopa Fórmula Renault 2.0, el Campeonato Alemán de Fórmula 3, la Fórmula 3 Japonesa, entre otras.
En 2005, obtuvo su primera victoria carreras de gran turismo en los 1000 km de Suzuka con André Couto y Hayanari Shimoda y luego se abrió camino al Super GT (GT500). Después de pasar dos temporadas bajo la bandera Lexus, Quintarelli se mudó a Nissan, asegurando múltiples victorias. Conduciendo para el equipo Mola, ganó dos títulos consecutivos en 2011 y 2012 en pareja con Masataka Yanagida. Por otro lado, en 2005 también debutó en Fórmula Nippon, campeonato en el que permaneció cuatro temporadas y logró una victoria (Okayama, 2007).

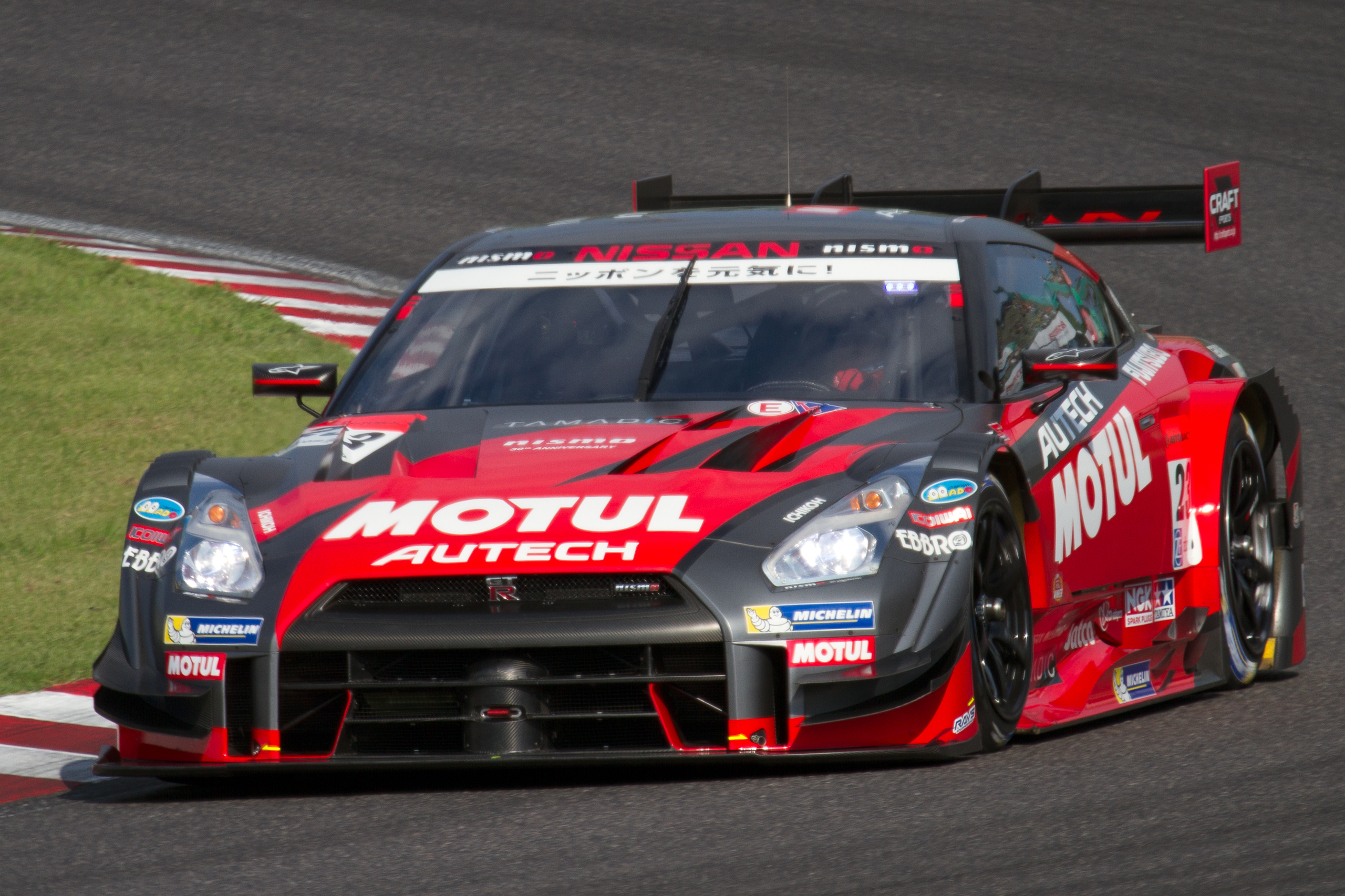
Quintarelli conduciendo en la temporada 2014 de Super GT en Suzuka.

Más tarde se unió al equipo oficial Nismo de Super GT junto a Tsugio Matsuda, con quien forma dupla hasta la actualidad. Lograron dos títulos más en 2014 y 2015, lo que convirtió a Quintarelli en el piloto con más títulos en la historia del campeonato, todos ellos con Nissan GT-R. Mientras aún lucharon por el título en 2016 con un tercer lugar final los equipos Nissan tuvieron problemas a principios del año siguiente, pero Quintarelli y Matsuda se recuperaron para terminar la temporada en segundo lugar. En 2018, estuvieron nuevamente al frente de la lista de Nissan y lograron obtener una victoria en Fuji Speedway. Pero no volverían a estar entre los cinco primeros y finalmente ocuparon el octavo lugar en el campeonato.
En 2019, la pareja de Nismo completó el campeonato en tercera posición. Al año siguiente, se mantuvieron en la contienda por el título hasta la última carrera al obtener dos victorias en las dos rondas celebradas en Suzuka. El evento final de la temporada en Fuji Speedway vio un récord de 11 equipos en disputa por el título con márgenes ajustados.  Quintarelli pasó del sexto lugar al líder en la primera vuelta, aunque los problemas con los neumáticos le costaron la posición en la pista más tarde. Él y Matsuda finalmente terminarían noveno en la carrera y sexto en los campeonatos. La temporada 2021, lograron una victoria en Suzuka, pero la pareja Quintarelli-Matsuda tuvo que conformarse con el noveno lugar en los puntos. Para la temporada 2022, todos los equipos Nissan estrenaron el nuevo modelo Z GT500. A pesar del comienzo positivo en Okayama con un tercer lugar, el rendimiento en el resto de la temporada fue inferior y cayeron nuevamente fuera de los cinco mejores en el clasificador final del campeonato.

## Vida personal
Quintarelli vive en Yokohama, Kanagawa. Habla japonés con fluidez y se desempeña como comentarista de televisión para la serie Super Formula. En los últimos años, dedicó sus esfuerzos a las personas afectadas por los terremotos, creando conciencia y brindando apoyo para el terremoto de Tōhoku de 2011 y el tsunami. Junto con su compatriota Andrea Caldarelli, dirigió una campaña de recaudación de fondos a favor de las poblaciones afectadas por los terremotos de 2016 y 2017 en el centro de Italia. Sus esfuerzos de caridad transfronterizos, junto con sus resultados deportivos, le valieron el título de Oficial de la Orden de la Estrella de Italia.

## Premios
5.ª Clase/Oficial: Orden de la Estrella de Italia: 2015.

## Resumen de carrera
| Temporada | Categoría                       | Equipo                    | Carreras     | Victorias    | Poles        | Puntos       | Pos.         |
| --------- | ------------------------------- | ------------------------- | ------------ | ------------ | ------------ | ------------ | ------------ |
| 2000      | Fórmula Renault 2000 Italiana   | Prema Powerteam           | ?            | 1            | 2            | ?            | 3.º          |
| 2001      | Eurocopa de Fórmula Renault 2.0 | Cram Competition          | 5            | 1            | 1            | 66           | 7.º          |
| 2002      | Fórmula Volkswagen              | Team Penker Racing        | ?            | 2            | 4            | ?            | 2.º          |
| 2002      | GC-21                           | Inging Motorsport         | 1            | 1            | 0            | N/A          | NC           |
| 2003      | Fórmula 3 Japonesa              | Inging Motorsport         | 20           | 0            | 0            | 200          | 4.º          |
| 2003      | Gran Premio de Macao            | JB Motorsport with Inging | 1            | 0            | 0            | 0            | 4.º          |
| 2003      | Corea Super Prix                | JB Motorsport with Inging | 1            | 0            | 0            | 0            | 16.º         |
| 2004      | Fórmula 3 Japonesa              | Inging Motorsport         | 20           | 8            | 4            | 251          | 1.º          |
| 2004      | Gran Premio de Macao            | Inging Motorsport         | 1            | 0            | 0            | 0            | 8.º          |
| 2004      | Bahrain Super Prix              | Inging Motorsport         | 1            | 0            | 0            | 0            | 22.º         |
| 2005      | Fórmula Nippon                  | Kondō Racing Team         | 6            | 0            | 0            | 12           | 9.º          |
| 2005      | Super GT - GT500                | SARD                      | 8            | 0            | 0            | 21           | 16.º         |
| 2005      | 1000 km de Suzuka               | SARD                      | 1            | 1            | 0            | N/A          | 1.º          |
| 2006      | Fórmula Nippon                  | Team Boss Inging          | 9            | 0            | 0            | 6            | 10.º         |
| 2006      | Super GT - GT500                | Cerumo                    | 1            | 0            | 0            | 9            | 24.º         |
| 2007      | Fórmula Nippon                  | Team Boss Inging          | 9            | 1            | 0            | 27           | 7.º          |
| 2007      | Super GT - GT500                | Bandai Team Kraft         | 3            | 0            | 0            | 2            | 24.º         |
| 2008      | Fórmula Nippon                  | Cerumo / Inging           | 8            | 0            | 0            | 21.5         | 9.º          |
| 2008      | Super GT - GT500                | Hasemi Motorsport         | 9            | 1            | 1            | 39           | 12.º         |
| 2009      | Super GT - GT500                | Hasemi Motorsport         | 9            | 1            | 1            | 49           | 7.º          |
| 2010      | Super GT - GT500                | Team Impul                | 7            | 1            | 0            | 47           | 5.º          |
| 2011      | Super GT - GT500                | MOLA                      | 8            | 1            | 1            | 90           | 1.º          |
| 2012      | Super GT - GT500                | MOLA                      | 8            | 2            | 1            | 93           | 1.º          |
| 2013      | Super GT - GT500                | Nismo                     | 8            | 0            | 1            | 50           | 6.º          |
| 2014      | Super GT - GT500                | Nismo                     | 8            | 2            | 2            | 81           | 1.º          |
| 2015      | Super GT - GT500                | Nismo                     | 8            | 2            | 2            | 79           | 1.º          |
| 2016      | Super GT - GT500                | Nismo                     | 8            | 2            | 0            | 62           | 3.º          |
| 2017      | Super GT - GT500                | Nismo                     | 8            | 1            | 1            | 82           | 2.º          |
| 2018      | Super GT - GT500                | Nismo                     | 8            | 1            | 1            | 43           | 8.º          |
| 2019      | Super GT - GT500                | Nismo                     | 8            | 0            | 3            | 52.5         | 3.º          |
| 2019      | Deutsche Tourenwagen Masters    | Nismo                     | 1            | 0            | 0            | 0            | NC†          |
| 2020      | Super GT - GT500                | Nismo                     | 8            | 2            | 0            | 51           | 6.º          |
| 2021      | Super GT - GT500                | Nismo                     | 8            | 1            | 0            | 41           | 9.º          |
| 2022      | Super GT - GT500                | Nismo                     | 8            | 0            | 1            | 37           | 7.º          |
| 2023      | Super GT - GT500                | Nismo                     | Disputándose | Disputándose | Disputándose | Disputándose | Disputándose |

- † Como Quintarelli era un piloto invitado, no era elegible para sumar puntos en el campeonato.

## Resultados

### Fórmula Nippon
(Clave) (negrita indica pole position) (cursiva indica vuelta rápida)

| Año     | Equipo            | 1     | 2       | 3       | 4       | 5       | 6      | 7       | 8      | 9      | 10    | 11    | Pos. | Puntos |
| ------- | ----------------- | ----- | ------- | ------- | ------- | ------- | ------ | ------- | ------ | ------ | ----- | ----- | ---- | ------ |
| 2005    | Kondō Racing Team | MOT   | SUZ     | SUG     | FUJ 5   | SUZ 5   | MIN 2  | FUJ Ret | MOT 5  | SUZ 10 |       |       | 9.º  | 12     |
| 2006    | Team Boss Inging  | FUJ 5 | SUZ Ret | MOT Ret | SUZ Ret | AUT 5   | FUJ 10 | SUG 4   | MOT 9  | SUZ 12 |       |       | 10.º | 6      |
| 2007    | Team Boss Inging  | FUJ 5 | SUZ 6   | MOT 5   | OKA 1   | SUZ Ret | FUJ 7  | SUG 8   | MOT 6  | SUZ 14 |       |       | 7.º  | 27     |
| 2008    | Cerumo / Inging   | FUJ 5 | SUZ 8   | MOT Ret | OKA 7   | SUZ 10  | SUZ 9  | MOT Ret | MOT 13 | FUJ 6  | FUJ 3 | SUG 7 | 9.º  | 21.5   |
| Fuente: |                   |       |         |         |         |         |        |         |        |        |       |       |      |        |

### Super GT
(Clave) (negrita indica pole position) (cursiva indica vuelta rápida)

| Año     | Equipo            | Automóvil         | Clase | 1       | 2       | 3       | 4      | 5      | 6       | 7      | 8      | 9      | Pos. | Puntos |
| ------- | ----------------- | ----------------- | ----- | ------- | ------- | ------- | ------ | ------ | ------- | ------ | ------ | ------ | ---- | ------ |
| 2005    | SARD              | Toyota Supra      | GT500 | OKA 8   | FUJ Ret | SEP 9   | SUG 2  | MOT 14 | FUJ 12  | AUT 11 | SUZ 11 |        | 16.º | 21     |
| 2006    | Lexus Team Cerumo | Lexus SC430       | GT500 | SUZ     | OKA     | FUJ     | SEP    | SUG    | SUZ 7   | MOT    | AUT    | FUJ    | 24.º | 9      |
| 2007    | Lexus Team Kraft  | Lexus SC430       | GT500 | SUZ     | OKA     | FUJ     | SEP 11 | SUG 9  | SUZ Ret | MOT    | AUT    | FUJ    | 24.º | 2      |
| 2008    | Hasemi Motorsport | Nissan GT-R       | GT500 | SUZ 15  | OKA 10  | FUJ 15  | SEP 9  | SUG 11 | SUZ 5   | MOT 1  | AUT 6  | FUJ 13 | 12.º | 39     |
| 2009    | Hasemi Motorsport | Nissan GT-R       | GT500 | OKA 12  | SUZ 13  | FUJ 7   | SEP 1  | SUG 9  | SUZ 2   | FUJ 6  | AUT 8  | MOT 12 | 7.º  | 49     |
| 2010    | Impul             | Nissan GT-R       | GT500 | SUZ Ret | OKA 4   | FUJ 6   | SEP 1  | SUG 4  | SUZ 12  | FUJ C  | MOT 5  |        | 5.º  | 47     |
| 2011    | MOLA              | Nissan GT-R       | GT500 | OKA 6   | FUJ 10  | SEP 2   | SUG 1  | SUZ 2  | FUJ 7   | AUT 2  | MOT 2  |        | 1.º  | 90     |
| 2012    | MOLA              | Nissan GT-R       | GT500 | OKA 7   | FUJ 8   | SEP 14  | SUG 3  | SUZ 1  | FUJ 2   | AUT 1  | MOT 2  |        | 1.º  | 93     |
| 2013    | NISMO             | Nissan GT-R       | GT500 | OKA 3   | FUJ Ret | SEP 9   | SUG 3  | SUZ 2  | FUJ 9   | AUT 8  | MOT 8  |        | 6.º  | 50     |
| 2014    | NISMO             | Nissan GT-R       | GT500 | OKA 7   | FUJ 8   | AUT 1   | SUG 14 | FUJ 2  | SUZ 2   | CHA 10 | MOT 1  |        | 1.º  | 81     |
| 2015    | NISMO             | Nissan GT-R       | GT500 | OKA 13  | FUJ 1   | CHA 5   | FUJ 4  | SUZ 7  | SUG 6   | AUT 1  | MOT 2  |        | 1.º  | 79     |
| 2016    | NISMO             | Nissan GT-R       | GT500 | OKA 1   | FUJ 1   | SUG 9   | FUJ 4  | SUZ 6  | CHA 14  | MOT 9  | MOT 7  |        | 3.º  | 62     |
| 2017    | NISMO             | Nissan GT-R Nismo | GT500 | OKA 7   | FUJ 4   | AUT 5   | SUG 4  | FUJ 2  | SUZ 2   | CHA 9  | MOT 1  |        | 2.º  | 82     |
| 2018    | NISMO             | Nissan GT-R Nismo | GT500 | OKA 5   | FUJ 1   | SUZ 6   | CHA 12 | FUJ 9  | SUG 7   | AUT 15 | MOT 7  |        | 8.º  | 43     |
| 2019    | NISMO             | Nissan GT-R Nismo | GT500 | OKA 2   | FUJ 2   | SUZ Ret | CHA 11 | FUJ 3  | AUT 13  | SUG 3  | MOT 8  |        | 3.º  | 52.5   |
| 2020    | NISMO             | Nissan GT-R Nismo | GT500 | FUJ 11  | FUJ 9   | SUZ 1   | MOT 8  | FUJ 11 | SUZ 1   | MOT 7  | FUJ 9  |        | 6.º  | 51     |
| 2021    | NISMO             | Nissan GT-R Nismo | GT500 | OKA Ret | FUJ Ret | MOT 9   | SUZ 1  | SUG 7  | AUT 3   | MOT 15 | FUJ 7  |        | 9.º  | 41     |
| 2022    | NISMO             | Nissan Z GT500    | GT500 | OKA 3   | FUJ 4   | SUZ 12  | FUJ 14 | SUZ 5  | SUG 2   | AUT 14 | MOT 13 |        | 7.º  | 37     |
| Fuente: |                   |                   |       |         |         |         |        |        |         |        |        |        |      |        |